# Колонна Святого Флориана
Колонна Святого Флориана — архитектурно-художественное произведение в стиле барокко в районе Старого города Братиславы на Флорианской площади перед церковью Успения Пресвятой Богородицы. Колонна объявлена национальным памятником культуры, внесена в список памятников культуры под номером 303/1 23 октября 1963 года.

## История и внешний вид колонны
Колонна была построена в 1732 году как память о великом пожаре в Братиславе, и была посвящена святому Флориану, покровителю пожарных. Это каменная колонна-обелиск, построенная в стиле барокко, украшенная скульптурным и рельефным декором с элементами рококо. Она изготовлена из белого тесаного австрийского известняка и искусственного камня, основание памятника выполнено из горжицкого песчаника. Ограждение колонны дополнено декоративной кованной металлической решеткой.
Подрядчиком выступил Криштоф Рентфорт, владелец мастерской каменной скульптуры Gode в Братиславе. Аксессуары созданы мастерской Сартори, а металлические части скульптуры — мастерской Смайдли.
Высота памятнмка 8,55 м, а его диаметр 7,33 м. На основании размещены барельефы, на которых изображены моменты из жизни святого:
- Бросание святого в воды Энса
- Вынос тела святого на берег
- Несение тела святого

На вершине колонны помещена статуя святого Флориана, одетого в одежду римского солдата — у него плащ, доспехи, копье и шлем с типичным плюмажем. В одной руке святой держит кувшин, в другой — знамя, эти два символа входят в число атрибутов святого. На отдельных постаментах стоят статуи святого Лаврентия и святого первомученика Стефана, которые были добавлены к памятнику лишь позднее.
Первоначально статуя была установлена на рыночной площади возле бывших Лауринских ворот в центре Братиславы (сегодня это нижняя часть площади СНП на пересечении улиц Штуровой и Лауринской). Она простояла на этом месте почти двести лет. В район Блюменталь памятник был перенесен в 1938 году во время перестройки Каменной площади и расширения прилегающей улицы Штуровой. В результате переноса монумента его именем была названа и площадь, на которой была установлена статуя.
В 2005 году была начата реставрация монумента, но по финансовым причинам через два года работы были приостановлены до 2013 года. В мае 2014 года реконструированная статуя была открыта и с тех пор является впечатляющей достопримечательностью этой части города.